# Родас Мартини, Пабло
Пабло Родас Мартини (исп. Pablo Rodas Martini, род. 4 августа 1963) — гватемальский шахматист, мастер ФИДЕ.
Чемпион Гватемалы 1981 и 1982 гг.
В составе сборной Гватемалы участник шахматной олимпиады 1982 г. (на олимпиаде сыграл 10 партий, в которых набрал 3½ очка: +2 −5 =3).
Представлял Гватемалу на молодёжном чемпионате мира 1980 г. и юношеском панамериканском чемпионате 1981 г.
Во 2-м туре молодёжного чемпионата мира сыграл курьезную партию с К. Хансеном (белые): после начальных ходов 1. e4 e6 2. d4 d5 3. ed ed 4. Кf3 Сd6 5. c4 Родас сыграл 5… Кe7?? и после 6. c5 был вынужден сдаться.